# Kohlzünsler
Der Kohlzünsler (Evergestis forficalis) ist ein Schmetterling aus der Familie der Crambidae. Die Art ist europaweit verbreitet.

## Merkmale
Die Falter erreichen eine Flügelspannweite von 28 bis 33 Millimetern. Die Vorderflügel sind ockerfarben und an den Flügelenden leicht bräunlich überstäubt. Sie weisen je zwei Diskalflecken auf, der dorsale Fleck ist deutlich größer. Außerdem besitzen sie zahlreiche leicht gebogene oder gewellte Querlinien; die Querlinie vom Apex zum Dorsum ist sehr deutlich ausgeprägt. Die Hinterflügel sind weißlich mit einer hellbraunen Linie, die parallel dem Außenrand verläuft. Diese kann aber auch in eine Reihe von Punkten zerlegt sein. Die Unterseite ist weißlich. Die Diskalflecken sind kräftig ausgebildet, die Querlinien der Oberseite jedoch nur undeutlich.

## Lebensweise
Der Kohlzünsler bildet pro Jahr zwei sich überlappende Generationen aus, die von März bis September fliegen. Die Eier werden in losen Gruppen an der Unterseite der Raupenfutterpflanzen abgelegt. Die Raupen fressen in losen Gespinsten an der Unterseite der Blätter von verschiedenen Kreuzblütlern, wie Meerrettich (Armoracia), Rauken (Sisymbrium), Knoblauchsrauke (Alliaria), Levkojen (Matthiola), Rettiche (Raphanus), Rübsen (Brassica rapa), Gemüsekohl (Brassica oleracea) und Acker-Senf (Sinapis arvensis). Die Raupen der ersten Generation wachsen in nur drei Wochen heran und verpuppen sich sofort. Die Raupen der zweiten Generation überwintern und verpuppen sich erst im nächsten Frühjahr.

## Vorkommen
Die Art ist in Europa mit Ausnahme von Nordskandinavien und Nordrussland weit verbreitet. Sie kommt über Klein- und Zentralasien über das südliche Sibirien bis nach Japan vor und kommt in offenen Landschaften und landwirtschaftlich genutzten Gebieten relativ häufig vor.